# يان مور
يان مور (28 فبراير 1941 في المملكة المتحدة - 16 فبراير 2010) (بالإنجليزية: Ian Moore)‏ هو لاعب كريكت بريطاني. لعب مع نادي مقاطعة نوتنغهامشير للكريكت ‏ وLincolnshire County Cricket Club ‏ والمقاطعات الوطنية للكريكيت الإنجليزي والويلزي ‏.

## وصلات خارجية
- يان مور على موقع إي آس بي آن كريك إنفو (الإنجليزية)